# Agnes Østergaard
Agnes Østergaard Olsen (27. oktober 1929 i Odder - 7. januar 2006) var en dansk atlet og landsholdspiller i håndbold. 
Agnes Østergaard var medlem af Odder AFM (-1949), Åbyhøj IF (1950-1951), Hellas Roskilde (1952), Frederiksberg IF (1953-1954) og Trongårdens IF i 1960'erne. Hun vandt ni danske mesterskaber i atletik 1949-1954 og var med 12,49 i Aabyhøj 1. juli 1951 og 13,12 på Østerbro Stadion 7. september 1952, første dansker over både 12 og 13 meter i kuglestød.
Agnes Østergaard spillede også håndbold i Frederiksberg IF og vandt DM 1956, 1959, 1962 og 1966. Hun debuterede på landsholdet 26.november 1953 og nåede 39 landskampe og scorrede 51 mål. Hun vandt sølv ved verdensmestersksberne 1962 i Rumænien. 

## Danske atletik mesterskaber
- Guld 1954    Kuglestød  11,58
- Sølv 1954    Diskoskast  34,55
- Sølv 1954    Spydkast   35.57
- Guld 1953    Kuglestød  12,33
- Guld 1953    Diskoskast  36,66
- Bronze 1953    Spydkast   39,08
- Guld 1953 Ottekamp
- Guld 1952    Kuglestød  12,26
- Guld 1952    Diskoskast  36,28
- Bronze 1952    Spydkast   37,60
- Guld 1951    Kuglestød  12,21
- Guld 1951    Diskoskast  34,18
- Sølv 1950    Kuglestød  11,07
- Guld 1949    Kuglestød  11,05
- Bronze 1948    Kuglestød  11,39

## Danske rekorder
- Kuglestød

11,96 1951
12,49 1951
12,55 1952
13,12 1952
- Diskoskast

38,50 1952